# Isola Wittmann
L'isola Wittmann è un'isola che si trova a 3,7 km a sud-ovest dell'isola Nusser, al largo del lato est dell'isola Renaud nell’arcipelago delle isole Biscoe. Mostrato per la prima volta con precisione su un grafico del governo argentino del 1957, è stato chiamato dal Comitato britannico per i toponimi antartici (UK-APC) nel 1959 per Walter I. Wittmann, un oceanografo americano specializzato negli studi sul ghiaccio marino.